# Пернер, Ян

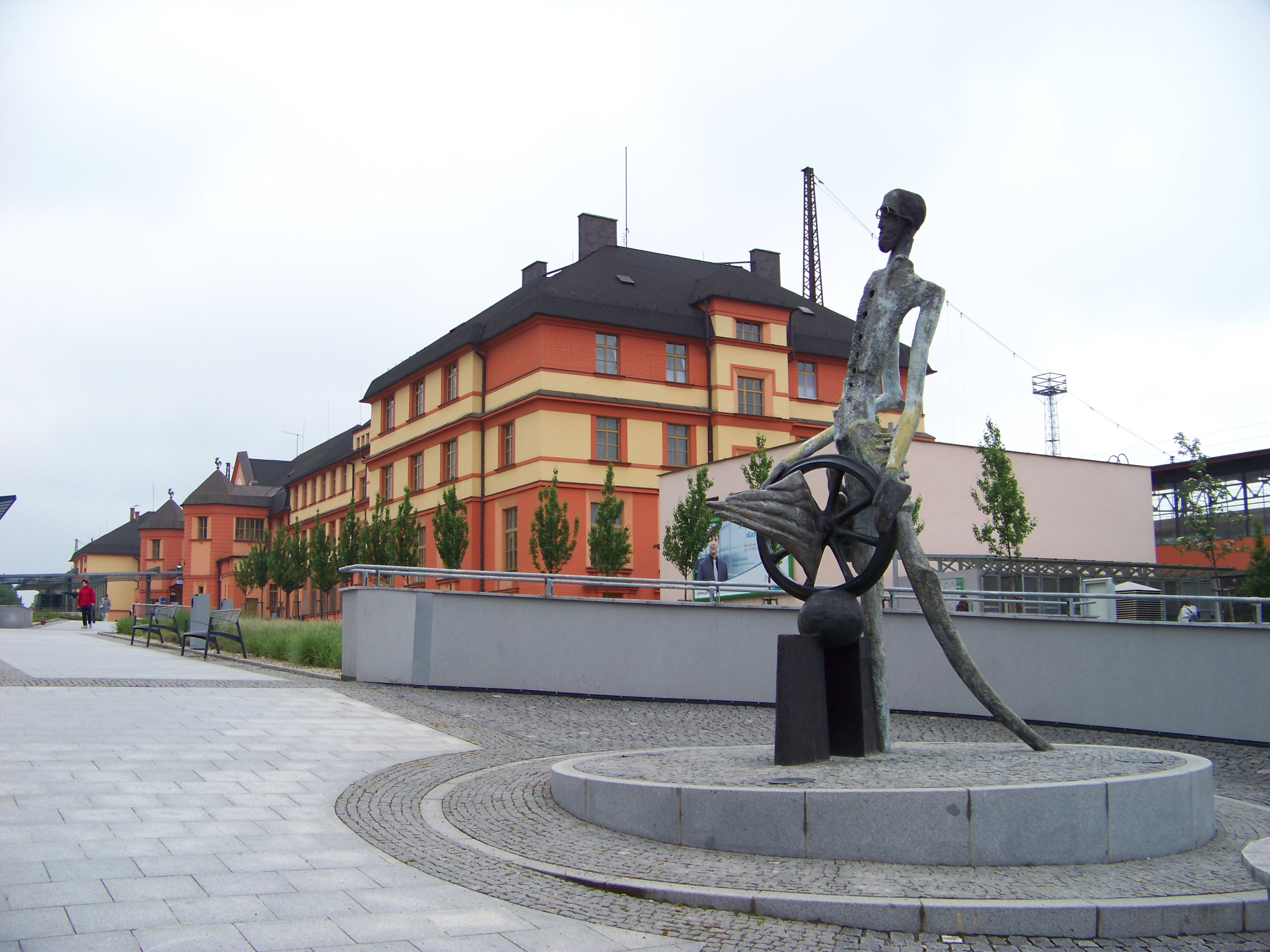
Статуя Яна Пернера 2010 года от Яромира Гаргулака на площади Яна Пернера в Ческе Тршебове

Ян Пернер (7 сентября 1815, Братчице — 10 сентября 1845, Пардубице) — чешский проектировщик и строитель железнодорожных путей.

## Биография

### Молодость и учёба

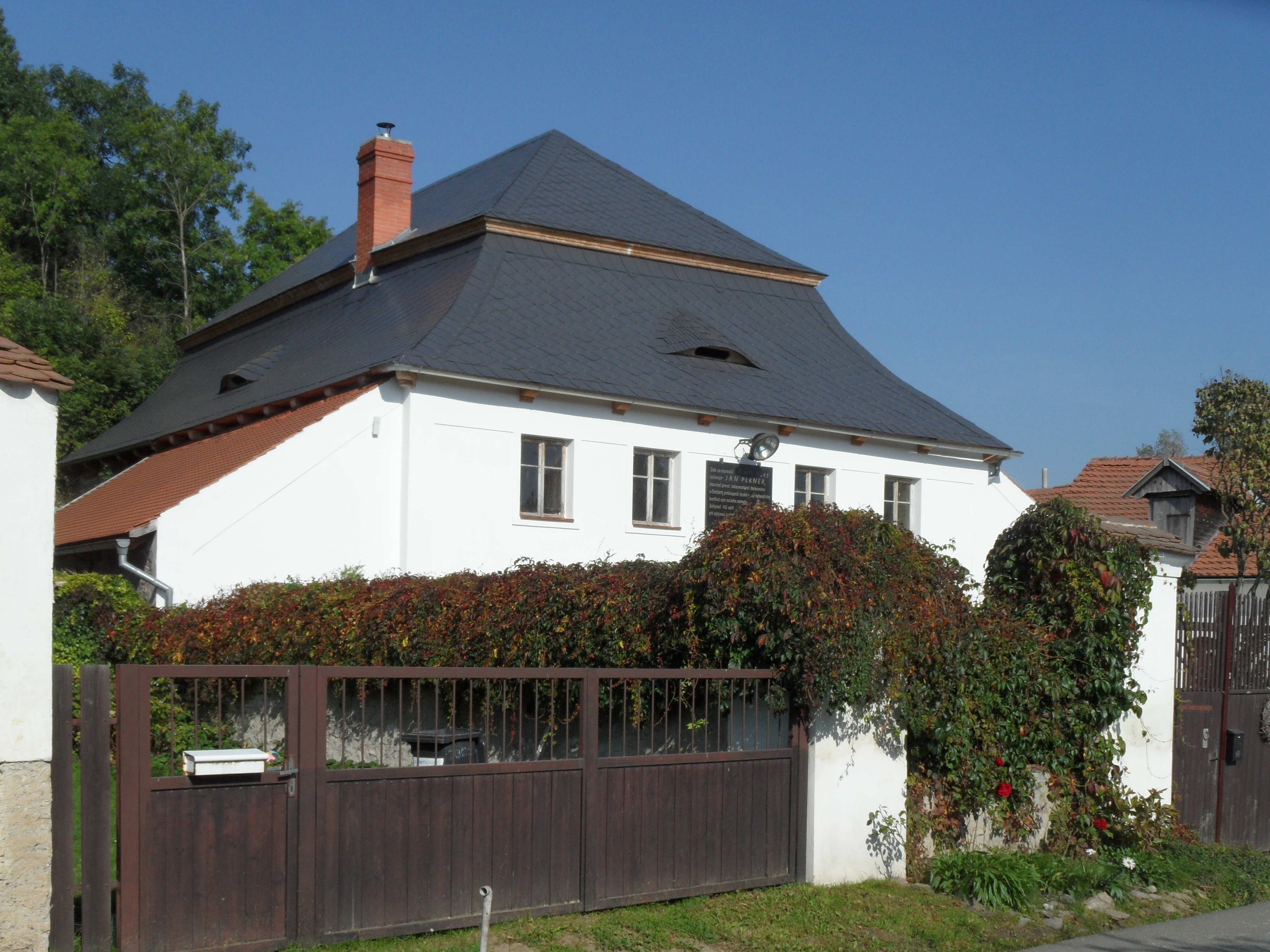
Водяная мельница в Братчице: родина Яна Пернера

Родился в семье полабских мельников. Его отец Ян Пернер и мать Катерина Каздова владели мельницей в Братчицах на Чаславщине, позже в Пардубицах. Он был болен при рождении, поэтому родители поспешили крестить его в тот же день из страха, что он может умереть без крещения. Между 1822 и 1827 годами он посещал школу в Потегах, до 1830 года он учился в Тынской главной школе в Праге. Несмотря на желание отца, он продолжил учёбу в Пражском техническом колледже (политехе) между 1831 и 1833 годами. Основателем этой школы был Франтишек Йозеф Герстнер.

### Железнодорожные работы
В 1836 году Пернер обратился к Франтишеку Антонину Герстнеру по объявлению, который искал инженеров для строительства железных дорог в Российской Империи. Ф. А. Герстнер сначала отправил его в учебную поездку по Германии, Бельгии и Англии. Приехав в Россию, он приступил к строительству первой русской железной дороги из Петербурга в Царское Село и Павловск. Ещё 12 чехов работали здесь на Герстнера, большинство из них выпускники Пражского технологического института. Однако после того, как он якобы физически наказал российского прораба, возник конфликт с властью и осенью 1836 году Пернеру пришлось оставить работу и уехать из России.
1 июня 1837 года Пернер начал строительство Северной железной дороги императора Фердинанда. До лета 1839 года он руководил строительством участка от Бржецлав в Брно. Затем ему доверили проектные работы в отрезке от Остравы до Освенцима.
Ян Пернер принимал участие в крупных работах по маршруту, соединяющему Вену с Прагой. Было рассмотрено семь вариантов, из которых маршрут, шедший через Оломоуц и далее проходящий через Полаби, был самым длинным. В этом маршруте Пернер был настолько уверен, что заставил своих родственников произвести обширные спекуляции (было куплено много земли и строительных лесов). Его рискованная ставка в конечном счете окупилась.
В конце 1841 году государства сделало важный шаг и решило взять на себя строительство магистральных железнодорожных линий. Предполагаемая Северная государственная железная дорога должна была вести из Оломоуца в Прагу и Дрезден. 1 марта 1842 года Ян Пернер стал государственным служащим с должностью главного инженера государственных железных дорог. 26 ноября 1842 года император утвердил его предложения о прокладке железной дороги из Праги в Дрезден. В то же время он занимался расположением государственного железнодорожного вокзала в г. Прага.
Торжественное открытие железной дороги между Оломоуцем и Прагой было назначено на 20 августа 1845 года. Эксплуатация общественного пассажирского транспорта пришлась на 1 сентября, а грузового транспорта на 1 октября 1845 года.

### Несчастный случай

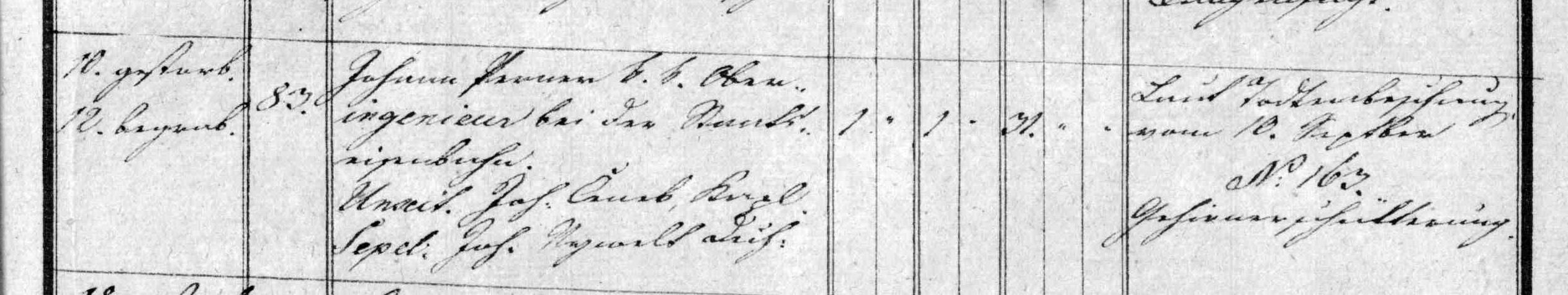
Реестр умерших, Пардубице (Зеленый пригород), Ян Пернер, 10.9.1845

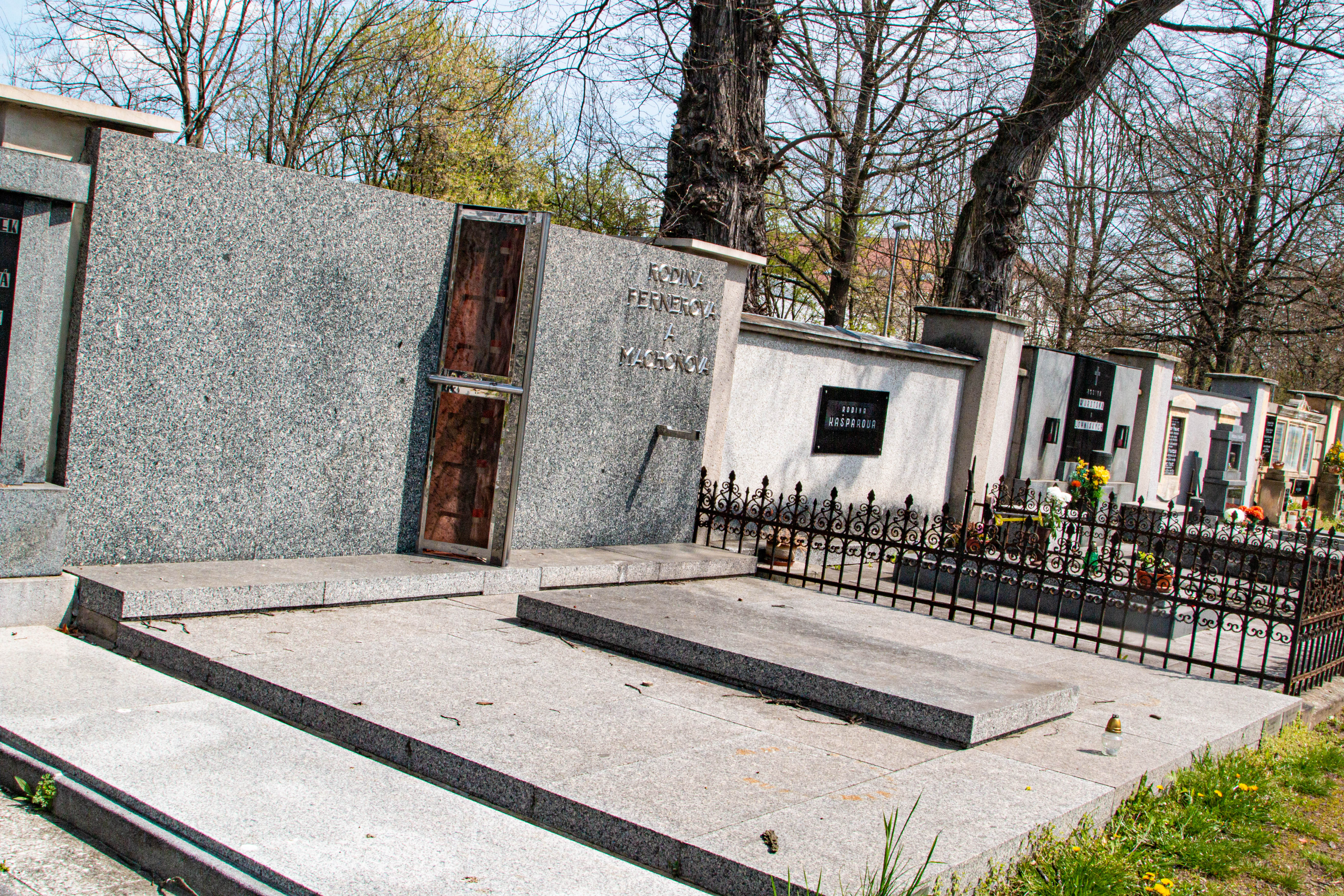
Могила Яна Пернера

9 сентября 1845 года он возвращался из поездки в Моравию в первом вагоне прямо за локомотивом. Проехав через Хоценский туннель, он спустился на последнюю ступеньку вагона и столкнулся с сигнальным столбом — дорожным знаком. С травмой головы и правой руки он сел в поезд и продолжил путь в Пардубице. После приезда он смог выступить из поезда, но через несколько шагов рухнул. Его отвезли в дом отца, где на следующий день он умер в 11 часов. Похороны состоялись в пятницу 12 сентября 1845 года в 4 часа дня, собралось много людей. Из Праги был отправлен специальный поезд. Ян Пернер похоронен на Центральном кладбище Пардубице в совместной могиле с архитектором Ладиславом Махоном.
Причиной совместной могилы является то, что отцом Ладислава Махона был Вацлав Махон, который преподавал в училище и женился на Катержине Пернеровой. Она была из семьи Пернеров в Тынеце-над-Лабем. Это дочерняя ветвь основной линии семьи Пернер из Братчиц, недалеко от Часлава. В марте 2015 года, недавно созданное Общество Яна Пернера, приобрело гробницу за символическую одну чешскую крону и обещание отремонтировать эту гробницу, и продолжать заботиться о ней. Йиржи Махон, внук известного архитектора, дал свое согласие на передачу. После реставрации могила Пернера включили в уникальную познавательную тропу по городскому кладбищу в Пардубицах.

## Памятники

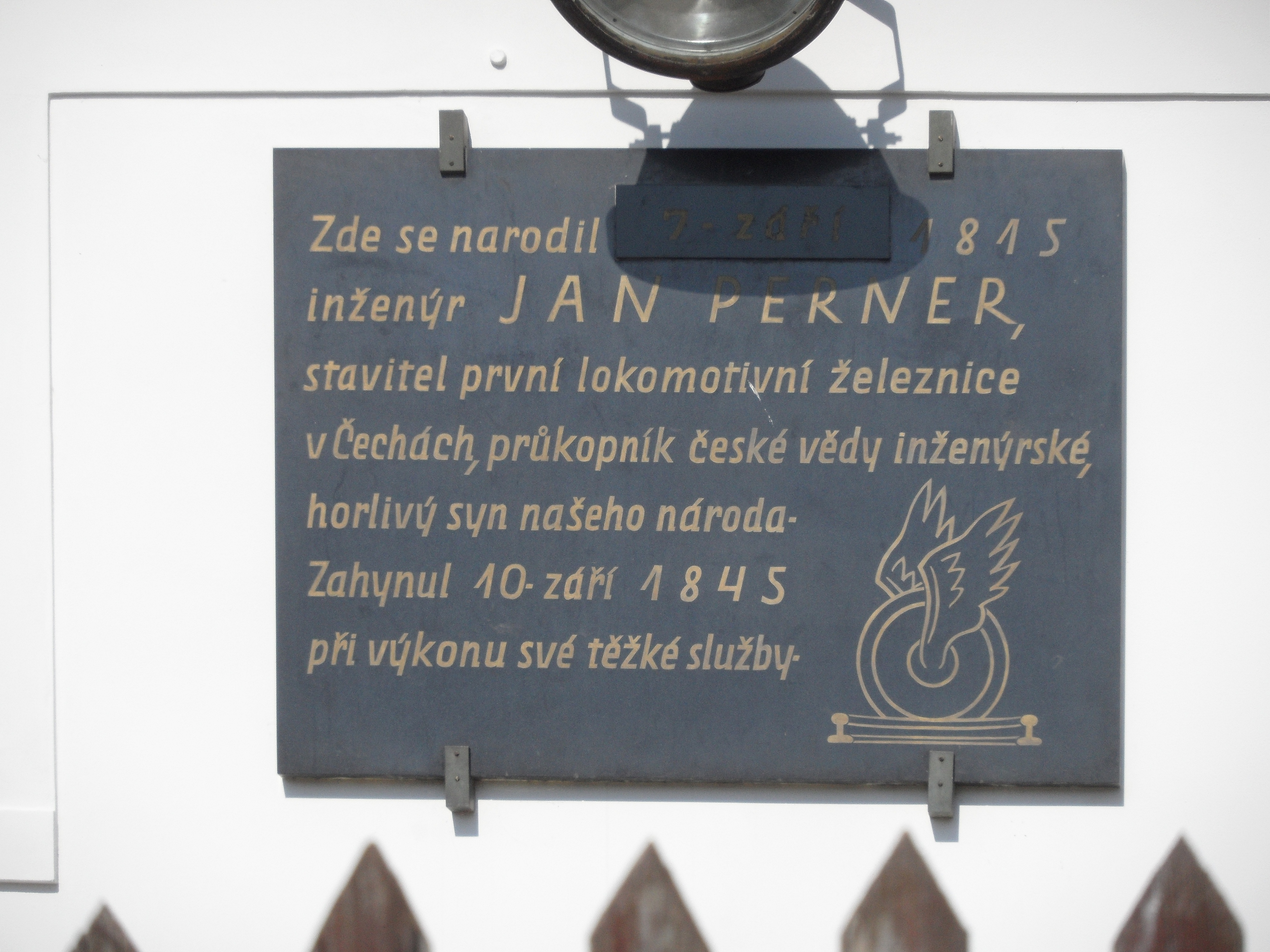
Мемориальная доска на доме, в котором родился Ян Пернер

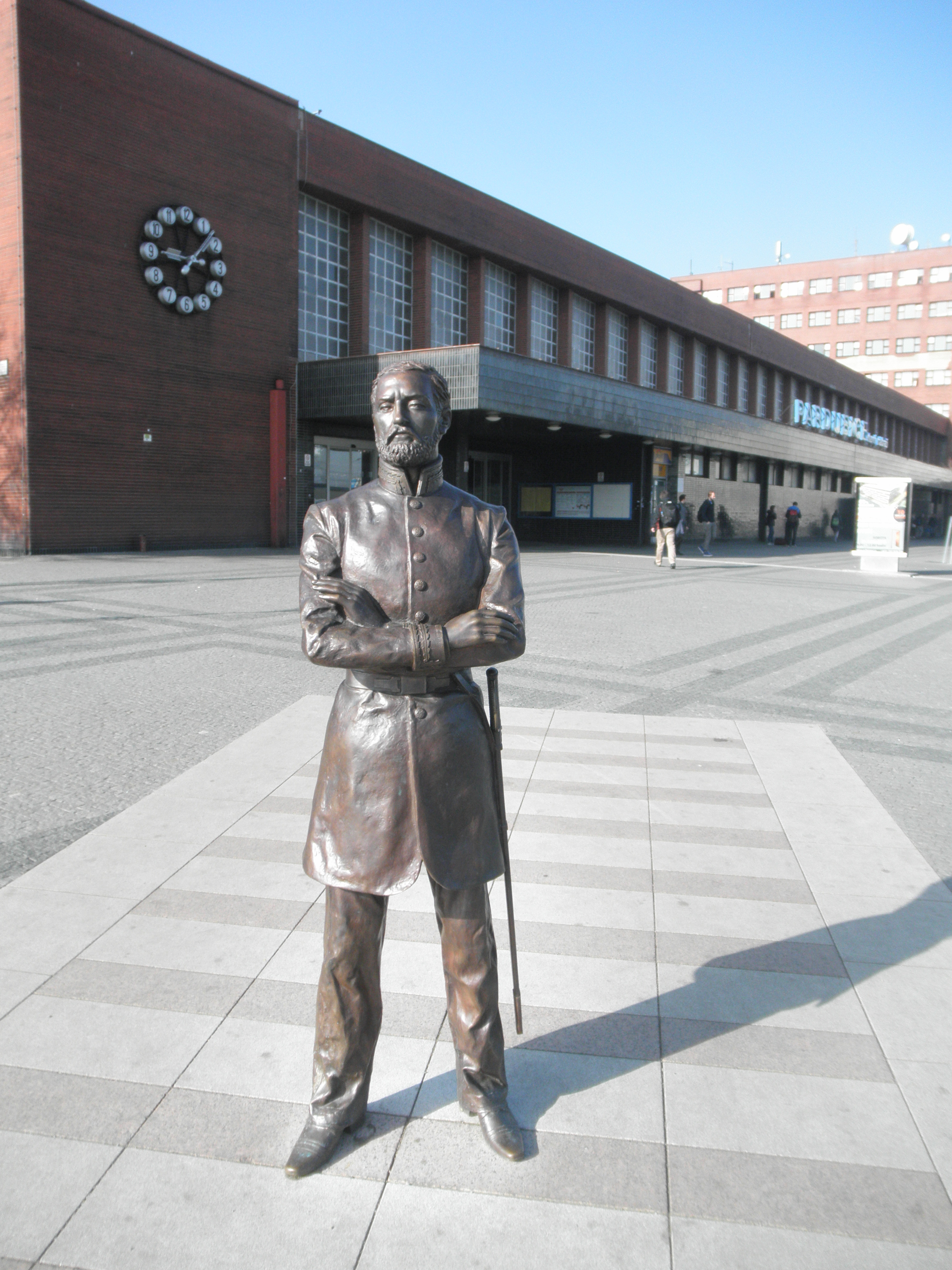
Бронзовая статуя Яна Пернера на площади Яна Пернера перед железнодорожной станцией в Пардубице. Статуя была создана Ярославом Брожем в 2017 г.

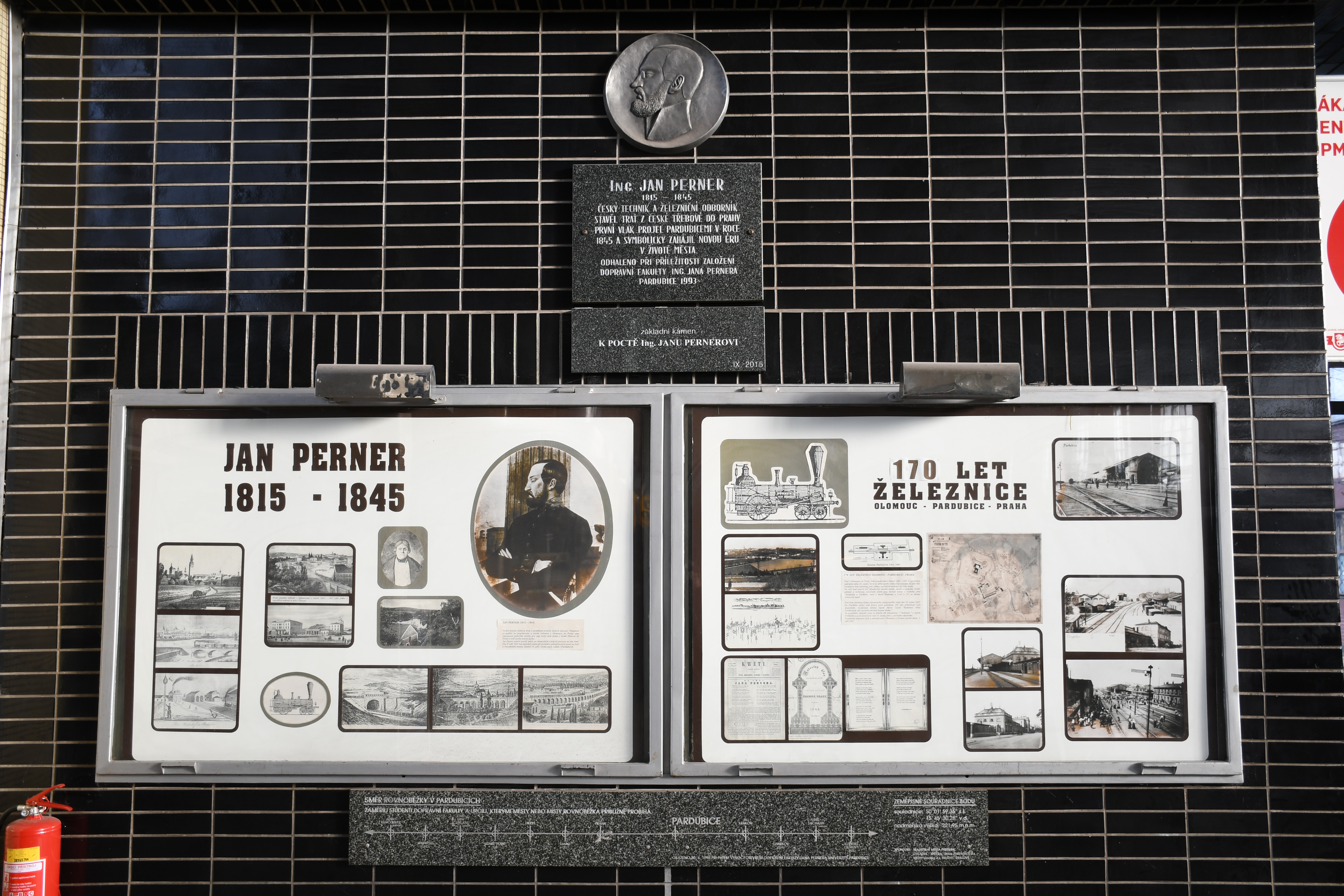
Мемориальная доска Яну Пернеру на вокзале в Пардубице

### Организация в честь Яна Пернера
В связи с приближающимся 200-летием со дня рождения Яна Пернера, в 2014 году была создана Организация Яна Пернера, являющаяся гражданским некоммерческим объединением. Она была создана для того, чтобы сохранить память о проектировщике и строителе железнодорожных путей Яне Пернере. Целью является популяризация его имени и заслуг в развитии транспорта, а также поддержка образования, просвещения и популяризации в сфере туризма.

### 200 лет со дня рождения
Двухсотлетие со дня его рождения и 170-летие со дня его смерти отметил город Пардубице, где жил Пернер, и где он также умер через три дня после своего 30-летия. По этому случаю была торжественно открыта обновленная фамильная усыпальница Пернеров и Махонов. На торжественном открытии присутствовали, в частности, губернатор Пардубицкого края Мартин Нетолицкий, историк и председатель Организации Яна Пернера — Йиржи Котик, и внук Ладислава Махоне. Другие могилы, являющиеся частью образовательной тропы, принадлежат пионерам чешской авиации Яну Кашпару и Евгению Чихаку, а также барону Артуру Краусу.